# 주상영
주상영(朱常瀛, 1597년 4월 25일(음력 3월 10일) ~ 1645년 12월 21일(음력 11월 4일))은 중국 명나라의 황족 종실이며, 만력제의 일곱째 아들이고, 어머니는 공순황귀비 이씨이며, 영력제의 아버지이다.
계왕(桂王)에 책봉되어 계단왕(桂端王)의 시호를 받았으나, 아들인 영력제가 즉위하자 황제로 추존되어, 묘호는 예종(禮宗), 시호는 체천창도장의온홍흥문무인지성고단황제(體天昌道莊毅溫弘興文宣武仁智誠孝端皇帝), 능은 흥릉(興陵)이다.

## 생애
- 천계 7년(1627년), 호남 형양(湖南 衡陽)의 영지로 옮겼다.
- 홍광 원년(1645년), 오주(梧州)에서 병사하였다.